# Случевский, Фёдор Измайлович
Фёдор Изма́йлович Случе́вский (20 августа 1931, Ленинград — 6 ноября 1993, Санкт-Петербург) — советский психиатр, профессор, член Всесоюзного общества невропатологов и психиатров, представитель Петербургской-Ленинградской психиатрической школы.

## Биография
Родители Ф. И. Случевского были дворянского происхождения и оба были медиками. Отец — Измаил Федорович Случевский происходил из дворянского рода Случевских, который был известен с середины XVII века (титул бып пожалован императрицей Елизаветой Петровной.) Отец был советским учёным-психиатром, автором 133 научных работ, в том числе учебника по психиатрии, заслуженным деятелем науки Башкирской ССР, заслуженным врачом РСФСР, профессором, а также был награждён в 1961 году орденом Ленина). Мать — Любовь Борисовна Мартынова происходила из древнего дворянского рода Мартыновых. Мать стала психиатром, окончив 1 ЛМИ. 
В 1949 году Федор Измайлович поступил в 1-й Ленинградский медицинский институт имени академика И. П. Павлова и после окончания вуза на кафедре остался работать на кафедре. С 1955 по 1957 годы проходил обучение в клинической ординатуре. В 1957 году Случевский стал заместителем главного врача по лечебной работе Свирской психиатрической больницы в городе Лодейное Поле. В 1959 году Фёдор Измайлович защитил кандидатскую диссертацию на тему: «Об атипичных формах маниакально-депрессивного психоза». В 1959 году, вернувшись в Ленинград, становится ассистентом кафедры психиатрии Ленинградского педиатрического медицинского института (ЛПМИ).
В 1960 году закончил работать на кафедре в ЛПМИ и начал работать главным врачом в Психоневрологическом диспансере Ждановского района, а также на кафедре уголовного процесса и криминалистики Ленинградского государственного университета.
В 1963 году Случевский стал главным врачом Городской психиатрической больницы № 3 им. И. И. Скворцова-Степанова.
С 1970 по 1993 год Ф. И. Случевский был руководителем кафедры психиатрии Ленинградского санитарно-гигиенического медицинского института. Главной темой научных исследований стало изучение патологии мышления и речевых расстройств при психических заболеваниях. В 1969 году он защищает докторскую диссертацию на тему «О шизофрении и шизоформных состояниях. Клинико-экспериментальное исследование речевых расстройств и их дифференциально-диагностическое значение». Эта работа получила развитие в монографии Ф. И. Случевского «Атактическое мышление и шизофазия» (1975).
В 1964 году его избирают в члены правления Ленинградского общества невропатологов и психиатров, где в 1967 году он становится учёным секретарем правления, а затем свыше 20 лет руководит его психиатрической секцией.
В 1966 года он становится членом правления Всесоюзного общества невропатологов и психиатров. 
В 1989 году, когда создаётся Санкт-Петербургская психиатрическая ассоциация, возглавляемой его учеником В. А. Точиловым, Ф. И. Случевский становится членом этой  организации. С 1991 года был редакционной коллегии журнала «Обозрение психиатрии и медицинской психологии им. В. М. Бехтерева».
Свою научную деятельность Ф. И. Случевский посвятил внедрению в психиатрию математических методов, системного подхода, методов лингвистического анализа, использования ЭВМ, нейропсихологических методик, кибернетики и графического анализа.
Учёный скончался 6 ноября 1993 года от онкологического заболевания.

## Научный вклад
В 1975 году была опубликована монография Случевского «Атактическое мышление и шизофазия», в которой он «через разграничение расстройств мышления стремится понять патогенез лежащих в основе заболеваний расстройств». Отмечается, что в этой работе точка зрения Случевского «на природу и строение патологического мышления при шизофрении»  заметно отличалась от официальных взглядов.

В 1977 году вышла в свет коллективная монография «Психопатологические профили». Она анализировала результаты однодневной переписи пациентов ПБ № 3 им. И. И. Скворцова-Степанова (проводилась в 1968 году). 
Само название монографии говорит о попытке создания инструмента, схожего с профилями, используемыми в психологии (напр. личностный профиль), который могли бы применять практические психиатры для полноценного стандартного описания больного. Федор Измайлович был одним из пионеров использования факторного анализа в медицине, который позволял находить зачастую неочевидные связи. Работа нашла свое продолжение в сборниках «Диагностика психических состояний в норме и патологии» (1980) и «Проблемы синдромообразвания в психиатрической клинике» (1986).
Тематика работ конца 1970-х — начала 1980-х годов объясняется спецификой Санитарно-гигиенического медицинского института, где трудился Случевский. Исследования этого периода связаны с психогигиеническими аспектами труда, «изучением функциональных состояний человека-оператора и психической патологии, возникающей в условиях постоянного психического напряжения». Наибольший интерес вызывали те проблемы, которые были связаны с тематикой института — «вопросы психодиагностики и её роли в психиатрии и смежных специальностях, в том числе гигиенических».
Случевский — автор более 130 статей, соавтор 5 коллективных монографий, редактор и составитель 6 тематических сборников по психиатрии.

## Семья
Первая жена — Надежда Петровна Литман (?—2017)
- Дочь Вера Фёдоровна Случевская (1960—2004)

Вторая жена — Надежда Семёновна Смирнова
- Дочь Софья Фёдоровна Случевская (1972—2015)